# Banu Fazara
I Banū Fazāra (in arabo ﺑﻨﻮ ﻓﺰﺍﺭة‎?), furono una tribù araba del settentrione della Penisola araba (il Wādī al-Rumma del Najd), inclusa tra i B. Dhubyān, facenti parte della stirpe dei B. Ghaṭafān.

## La guerra di Dāḥis e Ghabrāʾ nella Jāhiliyya
Erano noti per aver dato origine, con gli altri Dhubyān, a una guerra durata 40 anni contro gli ʿAbs, ricordata negli epici e semi-leggendari racconti costituenti la silloge degli Ayyām al-ʿArab. Oggetto della disputa era stata una gara di cavalli tra il Sayyid degli ʿAbs, Qays b. Zuhayr b. Jadhīma, e Ḥudhayfa b. Badr, dei Fazāra. Dovevano concorrere un animale maschio e uno femmina per ognuna delle parti. Dāḥis e Ghabrāʾ erano i nomi dello stallone e della cavalla prescelti dagli ʿAbs, mentre al-Khaṭṭār (o Kurzul) e al-Ḥanfāʾ erano quelli dei destrieri indicati dai Fazāra. 

Mentre Ghabrāʾ era in testa, Dāḥis era sul punto di superare i cavalli di Ḥudhayfa e completare il trionfo degli ʿAbs, alcuni Fazāra interruppero però la gara con speciose argomentazioni e, per ritorsione, alcuni ʿAbs uccisero il fratello di Ḥudhayfa, ʿAwf b. Badr, scatenando un conflitto tra le due tribù, i cui rancori derivavano dal ruolo politicamente ed economicamente egemone a lungo espresso dai B. ʿAbs.

## Età islamica
In età islamica, i Fazāra si schierarono poi contro la Umma musulmana con 1000 dei loro guerrieri, guidati dal nipote di Ḥudhayfa b. Badr, al-ʿUyayna b. Ḥiṣn b. Ḥudhayfa, prendendo parte all'inutile assedio di Medina del 627, tendendo per buona misura qualche mese più tardi una mortale trappola ai musulmani di Zayd b. Ḥāritha.
Convertitosi al-ʿUyayna in margine all'assedio di Khaybar, parteciparono alla conquista di Mecca e alla battaglia di Ḥunayn, conducendo poi un'azione bellica, su incarico di Maometto, contro i B. Tamīm.
Abiurarono nel corso delle guerre della ridda, seguendo Ṭulayḥa, prima di essere sottomessi dalle forze di Abū Bakr, primo Califfo Rāshidūn.